# 上海票据交易所

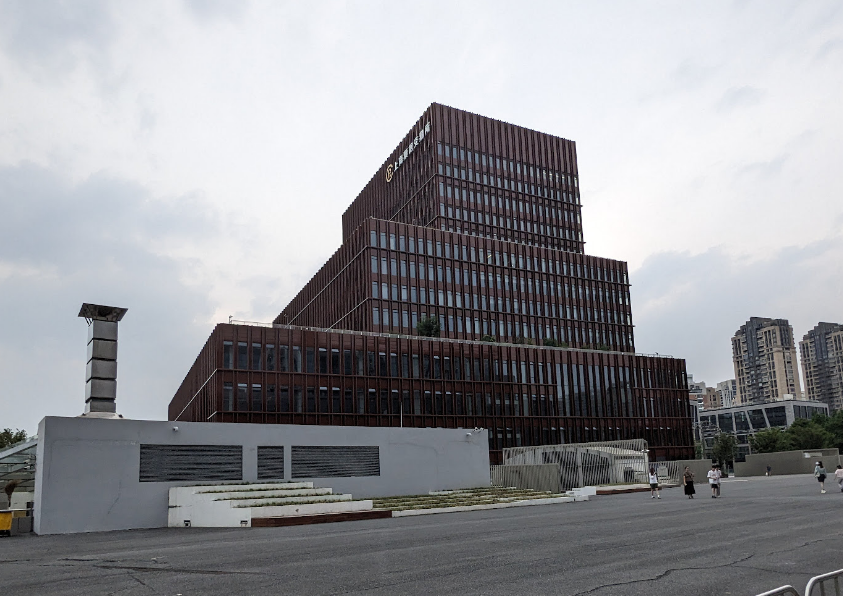
上海票據交易所

上海票据交易所股份有限公司，注册地址位于中国上海市黄浦区半淞园路377号A区，是具备票据报价交易、登记托管、清算结算、信息服务、票据风险监测功能的全国统一票据交易平台。

## 简介
2011年11月11日，中华人民共和国国务院发出《国务院关于清理整顿各类交易场所切实防范金融风险的决定》（国发〔2011〕38号），对交易场所的设立作出限定。根据该决定的精神，票据交易平台必须经国务院和金融管理部门批准设立。
2010年代，中国中小企业融资难、融资贵的问题很普遍，中小企业从上游大企业拿到的大多是承兑汇票而非现金。票据市场已成为中小企业的货币市场、融资渠道。票据市场的规模不断增长，同时其融资功能也在不断强化。票据已从过去单纯的支付结算工具变为融资、交易、投资工具。对票据市场加以规范，有利于引导资金支持实体经济尤其是支持中小企业发展。
2016年，票据市场发生了多起大案。2016年初，中国农业银行北京分行票据买入返售业务发生重大风险事件，涉及金额39.15亿元人民币。同年，天津银行上海分行票据案涉及的风险金额达到7.86亿元，中信银行发生将近10亿元人民币票据不能兑付事件。票据市场亟待规范。2016年，监管部门也将票据市场整顿作为监管重点之一，决定采用电子票据取代纸质票据。
2016年，上海票据交易所由29家单位发起作为股东，其中包括中国银行间市场交易商协会、银行间市场清算所股份有限公司、中国人民银行清算总中心、上海黄金交易所、上海市黄浦区国有资产总公司、深圳平安投资发展有限公司、兴业国信资产管理有限公司、交银国信资产管理有限公司、上海建银国际投资咨询有限公司、招银前海控股（深圳）有限公司等。上海票据交易所股份有限公司注册资本18.45亿元人民币，类型是股份有限公司（非上市），注册地址是上海市黄浦区半淞园路377号A区。其中中国人民银行下属的8家单位共出资大约10亿元人民币，这8家单位是中钞实业有限公司、北京人银科工贸有限责任公司、外汇交易中心、中国人民银行清算总中心、中国银行间市场交易商协会、上海黄金交易所、银行间市场清算所股份有限公司、中债信用增进有限公司。
2016年12月6日，中国人民银行下发《票据交易管理办法》。该办法中明确规定，上海票据交易所是中国人民银行指定的提供票据交易、登记托管、清算结算和信息服务的机构。
2016年12月8日，上海票据交易所股份有限公司开业仪式在上海锦江小礼堂举行。12月8日，中国工商银行在上海票据交易所完成一笔商业汇票转贴现卖断业务，这是上海票据交易所开业以后第一笔票据转贴现交易。同日，招商银行上海分行和民生银行上海分行完成了上海票据交易所首单商票交易。
2020年4月24日，供应链票据平台成功上线试运行。九牧厨卫作为首批参与平台试运行。2021年8月27日，上海票据交易所通过线上直播形式举办供应链票据平台上线发布会暨签约仪式。

## 历任领导
历任董事长
- 谢多（2016年12月—）[1]

历任总经理
- 李忠林（2016年12月—）[1]